# 老达杖子乡
老达杖子乡，是中华人民共和国辽宁省葫芦岛市建昌县下辖的一个乡镇级行政单位。

## 行政区划
老达杖子乡下辖以下地区：
老达仗子村、杏花村、卢上村、明唐子村、马头山村、青龙源村、牛洞子村、贾杖子村、佛指山村、东南沟村和青龙峡村。